# Crono delle Nazioni 2010
La Crono delle Nazioni 2010, ventinovesima edizione della corsa e valida come evento dell'UCI Europe Tour 2010 categoria 1.1, si svolse il 17 ottobre 2010 su un percorso di 48,5 km. Fu vinta dal britannico David Millar che giunse al traguardo con il tempo di 58'53", alla media di 49,42 km/h.

## Classifica (Top 10)
| Pos. | Corridore            | Squadra       | Tempo   |
| ---- | -------------------- | ------------- | ------- |
| 1    | David Millar         | Garmin        | 58'53"  |
| 2    | Edvald Boasson Hagen | Sky           | a 2'19" |
| 3    | Lieuwe Westra        | Vacansoleil   | a 3'06" |
| 4    | Gustav Larsson       | Saxo Bank     | a 3'10" |
| 5    | Markel Irizar        | RadioShack    | a 3'32" |
| 6    | Nicolas Vogondy      | Bouygues Tel. | a 3'36" |
| 7    | Rubens Bertogliati   | Androni Gioc. | a 3'57" |
| 8    | Jérémy Roy           | FDJ           | a 4'04" |
| 9    | Yuriy Krivtsov       | AG2R La Mon.  | a 4'21" |
| 10   | Paul Poux            | Saur-Sojasun  | a 4'27" |